# Dieter Brückner
Dieter Brückner (* 1955) ist ein deutscher Schulbuchautor. Er war Schulleiter des Gymnasiums Veitshöchheim.

## Leben
Brückner studierte Germanistik und Geschichte in Würzburg und wurde Lehrer für Deutsch, Geschichte, Sozialkunde und Ethik. Als Studienrat unterrichtete er am Franz-Ludwig-Gymnasium in Bamberg. Er war bis 2021 Schulleiter des Gymnasiums Veitshöchheim und Vorsitzender der unterfränkischen Direktorenvereinigung. Am 20. März 2017 wurde er zum Vorsitzenden der Bundesdirektorenkonferenz Gymnasien (BDK) gewählt. Er ist vor allem als Herausgeber und Bearbeiter der Schulbuchreihen „Treffpunkt Geschichte“ (für Realschulen, herausgegeben zusammen mit Dr. Harro Brack, einem Schüler von Johannes Spörl und Dozenten für Geschichtsdidaktik an der Universität München) und „Das waren Zeiten“ (für Gymnasien, später herausgegeben zusammen mit Harald Focke) bekannt, die beide im Bamberger C.C. Buchner Verlag erscheinen.
„Das waren Zeiten“ erscheint seit 1997 (zuerst in der Ausgabe Hamburg, Niedersachsen, Schleswig-Holstein) und ist inzwischen in allen Bundesländern zugelassen. Zusammen mit Hannelore Lachner, einer Lehrbeauftragten für Geschichtsdidaktik an der Universität München, gibt er für die Realschule die Schulbuchreihe „Geschichte erleben“ heraus (ebenfalls im Buchner-Verlag).

## Werke
- zusammen mit Harro Brack: Schulbuch Treffpunkt Geschichte 1–4 (seit 1994)
- zusammen mit Harald Focke: Schulbuch Das waren Zeiten 1–4 (Diverse Ausgaben für Nordrhein-Westfalen, Niedersachsen, Brandenburg,  Berlin)
- zusammen mit Hannelore Lachner: Schulbuch Geschichte erleben 1–5 (seit 2001)
- Buchners Kolleg Geschichte als Mitherausgeber, diverse Ausgaben von 1986 bis 2009